# ناو اس اس وی ۳۳
کشتی اورال (اس.اس. وی-۳۳)ناو سر فرماندهی و اطلاعاتی ارتش شوروی بود.

این کشتی قابلیت هدایت و رهگیری موشک‌های بالستیک شوروی و همچنین شناسایی موشک‌های شلیک شده توسط کشورهای دیگر را داشت

## امکانات
این کشتی دارای سیستمی به نام کورال بود که در توصیف کورال باید گفت این سیستم دارای ۴ کامپیوتر مرکزی و طیف وسیعی از رادارها و ابزارهای شنود و جنگ الکترونیک و جستجوی سطحی و زیر سطحی بود که تمامی اطلاعات جمع آوری شده را به ایستگاه‌های زمینی به صورت انلاین مخابره می‌کرد این تجهیزات با این که الان بازنشسته شده‌اند ولی هنوز در رده سیستم‌های فوق محرمانه قرار دارند

## تجهیزات نظامی
این ناو به دلیل وجود طیف سیستم‌های اطلاعاتی و راداری قابلیت حمل وسیع سلاح را نداشت و فقط چند سامانه دفاع نزدیک که شامل دو قبضه توپ آ. کا-۱۷۶ .۴ قبضه ای‌ک-۶۳۰ و و ۴ قبضه موشک ضدهوایی ایگلا..

و ۱ فروند هلیکوپتر کاموف-۳۲

## سیستمپیش‌رانش
سیستم پیش‌رانش این ناوها همانند ناوهای کلاس کیروف هست دارای دو رآکتور هسته ای و یک دیگ بخار است این موتور انرژی کافی برای هزار خدمه ناو را فراهم می‌کرد این ناو برای خدمت در اقیانوس آرام ساخته شد ولی هیچگاه به مأموریت اصلی خود نرفت و در لنگرگاه محل ساخت ماند تا در ۲۰۰۱ بازنشسته شد

## توضیحات
- آغاز ساخت: ۱۹۸۳
- سال ورود به خدمت:۱۹۸۹
- سال بازنشسته شدن:۲۰۰۱
- وزن کامل: ۳۶۵۰۰ تن
- طول:۲۶۵متر
- عرض:۳۰ متر
- آبخور:۷٫۵ متر
- پیشرانه:دو دستگه رآکتور هسته ای به قدرت ۶۶۵۰۰ اسب بخار، دو دستگاه توربین بخار
- سرعت: ۲۱٫۶ گره دریایی
- خدمه: ۲۳۳ افسر
- ۹۶۰ ملوان